# Coleonema pulchellum
Coleonema pulchellum är en vinruteväxtart som beskrevs av I. Williams. Coleonema pulchellum ingår i släktet Coleonema och familjen vinruteväxter. Inga underarter finns listade i Catalogue of Life.